# مراد إبراهيم (لاعب كرة قدم)
مراد إبراهيم (بالبلغارية: Мурад Ибрахимович)‏ (11 يونيو 1987 ببلغاريا - ) هو لاعب كرة قدم بلغاري في مركز الدفاع. لعب مع سبارتاك بلوفديف وFC Oborishte Panagyurishte ‏ وبيرين جوتشي ديلتشيف وFC Montana ‏ وFC Lyubimets ‏.

## وصلات خارجية
- مراد إبراهيم على موقع قاعدة بيانات كرة القدم.إي يو (الإنجليزية)
- مراد إبراهيم على موقع Soccerway.com (الإنجليزية)